# Henry Marriott Paget
Henry Marriott Paget (* 31. Dezember 1857 in Clerkenwell, Middlesex; † 27. März 1936 in London-Hampstead) war ein britischer Maler und Illustrator. 
H.M. Paget war der älteste der drei Brüder Henry Marriott, Sidney und Walter und wie diese illustrierte er Bücher und Zeitschriften im späten 19. und Anfang des 20. Jahrhunderts. Er war außerdem ein bedeutender Maler des britischen Symbolismus und Jugendstils. Er zeichnete gewöhnlich „HMP“ (siehe Bildbeispiele). Er arbeitete unter anderem für The Sphere, dort wurde er vor allem bekannt für seine Tätigkeit als Kriegszeichner (war illustrator) während des Balkankriegs 1912/13. Paget war der einzige westliche Augenzeuge der Ermordung des damaligen türkischen Generalstabschefs Nazim Pascha durch eine Gruppe um Enver Pascha am 23. Januar 1913, die er in einer berühmten Illustration für die Londoner Illustrierte The Sphere festhielt. In dieser Zeit lebte Paget in Konstantinopel und erlebte dort die kosmopolitische Aufbruchstimmung der Frühphase der Zweiten Osmanischen Verfassungsperiode zwischen 1908 und 1913. Unter anderem ist eine Begegnung mit dem deutschen Schriftsteller und Journalisten Dr. Friedrich Schrader und dessen (als bulgarische Sephardin in einem anglikanischen Waisenhaus in Istanbul aufgewachsene) Ehefrau in dieser Zeit fotografisch belegt. 
Er war in England neben seiner Tätigkeit als Illustrator vor allem als Portraitmaler und Maler von Szenen aus der Geschichte und der (griechischen) Mythologie bekannt. In die Royal Academy of Arts trat er 1874 ein und stellte dort von 1879 bis 1894 aus. 
H.M. Paget war mit der Malerin Henrietta geb. Farr verheiratet, der ältesten Tochter des Statistikers William Farr und Schwester der bekannten Schauspielerin Florence Farr. Er lebte in der damals außerhalb Londons gelegenen Gartenstadt und Künstlerkolonie Bedford Park. Zum Bekanntenkreis gehörten die irischen Schriftsteller (und späteren Nobelpreisträger) George Bernard Shaw und William Butler Yeats. 

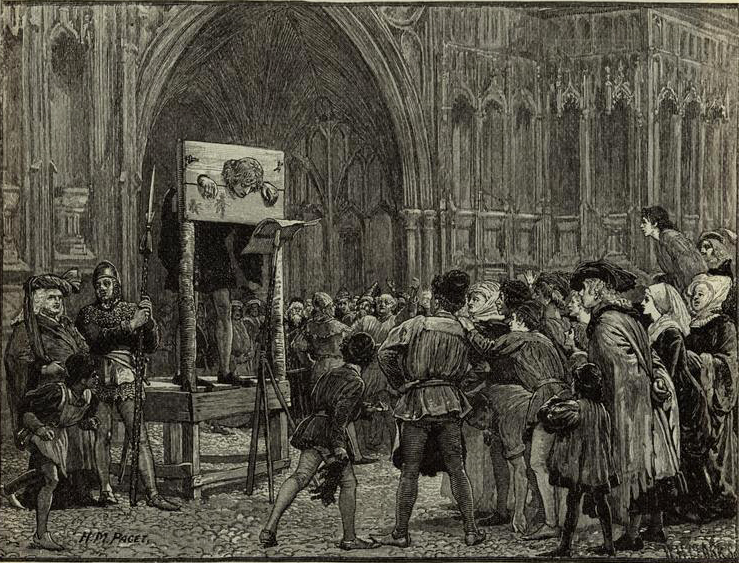
HM Paget, 1884: Perkin Warbeck am Pranger (Geschichte Englands)
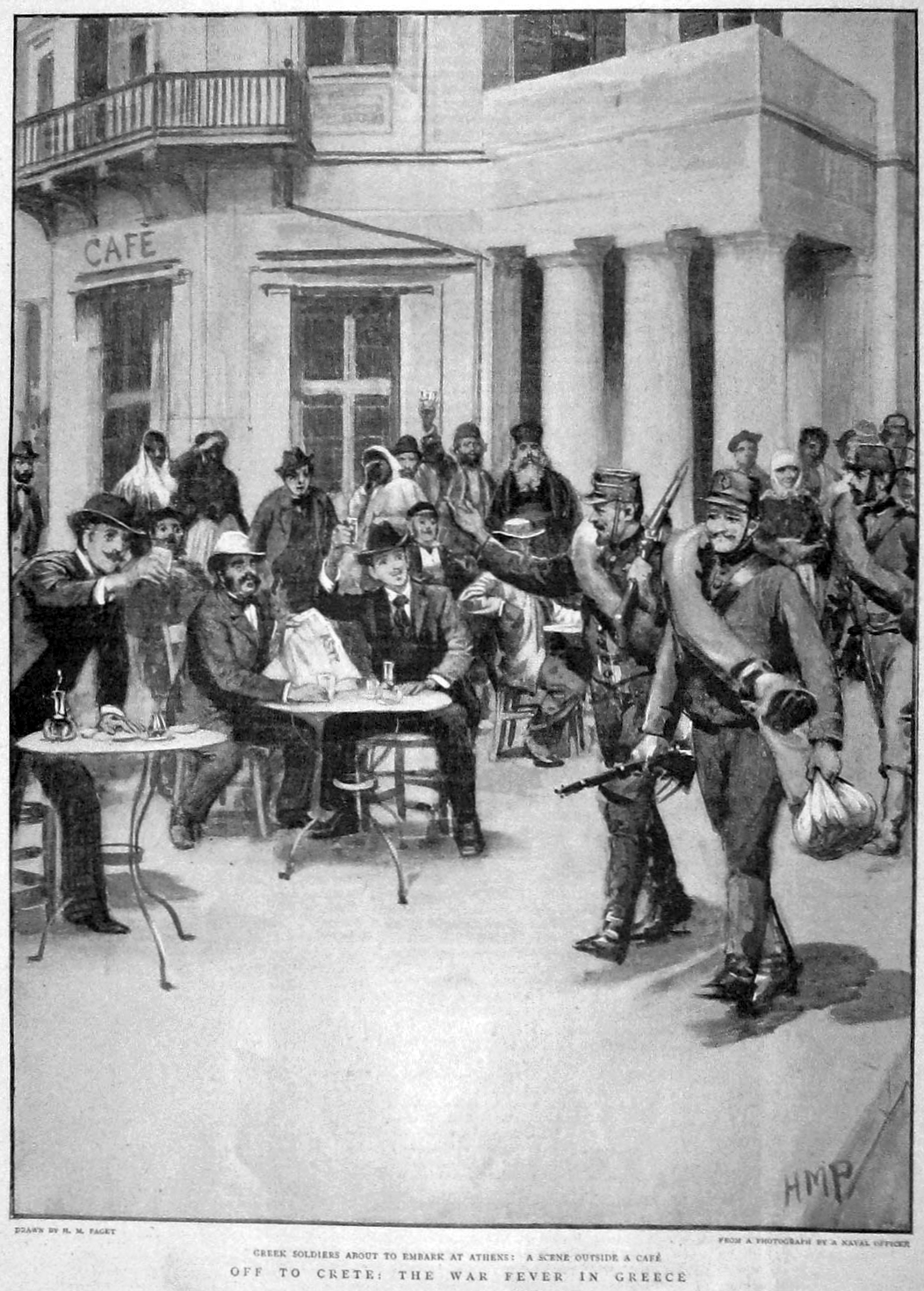
HM Paget, 1897: Griechische Soldaten brechen nach Kreta auf (Kriegszeichner)
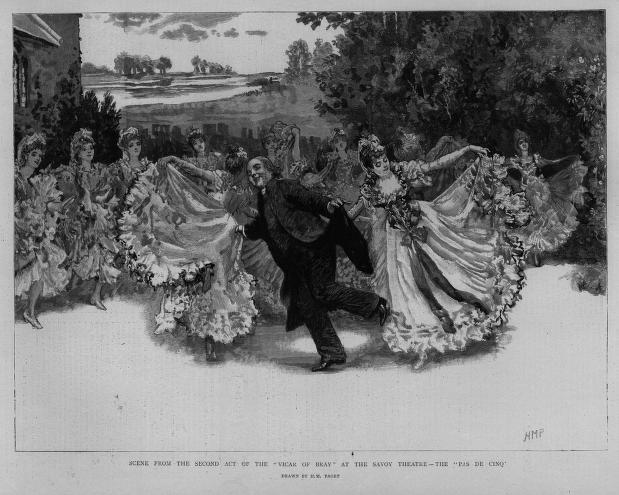
HM Paget, 1892: Scene aus dem Zweiten Akt der komischen Oper The Vicar of Bray von Edward Solomon im Savoy Theatre
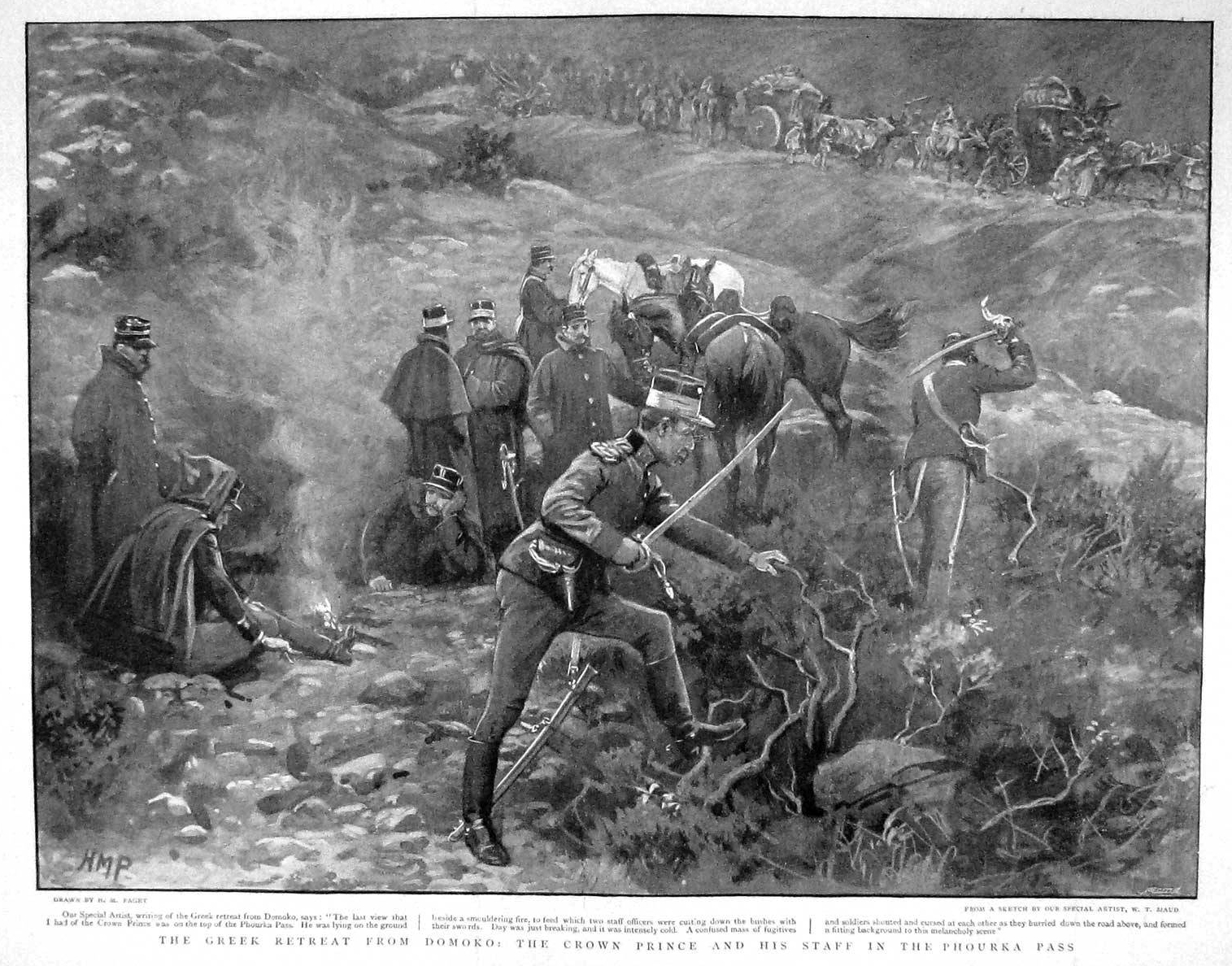
HM Paget, 1897: Griechischer Rückzug aus Domokos, Kronprinz Konstantin (der Onkel von Prinz Philip, Duke of Edinburgh) mit Gefolge (Kriegszeichner)
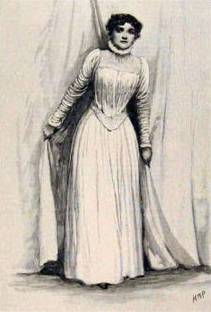
H M Pagets Schwägerin Florence Farr als Rebecca in Henrik Ibsens Stück Rosmersholm:  Illustration gezeichnet mit "HMP".